# Haplostylus tattersalli
Haplostylus tattersalli är en kräftdjursart som beskrevs av Fenton 1990. Haplostylus tattersalli ingår i släktet Haplostylus och familjen Mysidae. Inga underarter finns listade i Catalogue of Life.